# دنبووا کوودا
دنبووا کوودا (به لهستانی:  Dębowa Kłoda) یک روستا در لهستان است که در گمینا دنبووا کوودا واقع شده‌است.